# HMS Imogen (D44)
«Аймоген» (англ. HMS Imogen (D44) — військовий корабель, ескадрений міноносець типу «I» Королівського військово-морського флоту Великої Британії за часів Другої світової війни.

## Історія створення
Ескадрений міноносець «Аймоген» був закладений 18 січня 1936 року на верфі компанії Vickers-Armstrongs у Барроу-ін-Фернес. 30 грудня 1936 року він був спущений на воду, а 2 червня 1937 року увійшов до складу Королівських ВМС Великої Британії.

## Історія служби
«Аймоген» проходив службу у складі британських ВМС, з початком Другої світової війни бився на морі, у Північній Атлантиці, біля берегів Європи, супроводжував атлантичні конвої. За короткий час своєї служби у взаємодії з іншими британськими есмінцями потопив два німецьких підводних човни: U-42 і U-63. 16 липня 1940 року затонув у результаті зіткнення з легким крейсером «Глазго» поблизу Оркнейських островів.
За проявлену мужність та стійкість у боях бойовий корабель нагороджений двома бойовими відзнаками.